# Lindy Lindh
Lindy Lindh, född 1957, är en svensk författare som skrivit faktaböckerna Reklamfilmskolan (1991) och Reklamfilmboken (1997), den skönlitterära thrillern Terror i Guds namn (2001) och den mer självbiografiska Den vedervärdige originalaren.